# Herlev Teaterbio
Herlev Teaterbio er en biograf og teatersal fra 1959 i Herlev Bymidte. Biografen omgik en ombygning i 2003. I bygningen som kaldes Paletten ligger også Herlev Musikskole, Herlev Billedskole og ingeniørfirmaet Wessberg, som også har stået bag bygningen.
Herlev Revy og Teater har i næsten 20 år stået for at opføre en større musical i foråret.

## Eksterne links
- Herlev Teaterbio

|  | Denne artikel om en bygning eller et bygningsværk kan blive bedre, hvis der indsættes et (bedre) billede. Du kan hjælpe ved at afsøge Wikimedia Commons for et passende billede eller lægge et op på Wikimedia Commons med en af de tilladte licenser og indsætte det i artiklen. |

55°43′31.36″N 12°26′21.23″Ø / 55.7253778°N 12.4392306°Ø